# فلاح دبشة
فلاح دبشه الماجدي من مواليد 13 نوفمبر 1970، لاعب كرة قدم كويتي سابق في مركز حارس مرمى ، يعتبر من افضل الحراس في تاريخ الكره الكويتية ، أُختير ضمن تشكيلة افضل لاعبي آسيا عام 1996 لكنه إعتذر بسبب وجود لاعب عراقي حيث كانت الكويت مقاطعه بسبب الغزو مما كان هذا سبباً في رفض تواجده مع لاعب عراقي في نفس الفريق ، وقد لعب لنادي الجهراء الكويتي ، و نادي العربي الكويتي ومنتخب الكويت.

## روابط خارجية
- فلاح دبشة على موقع الاتحاد الدولي (مؤرشف)  (الإنجليزية)
- فلاح دبشة على موقع ناشيونال فوتبول تيمز (الإنجليزية)
- فلاح دبشة على موقع كووورة
- فلاح دبشة على موقع أوليمبيديا (الإنجليزية)